# Malesia

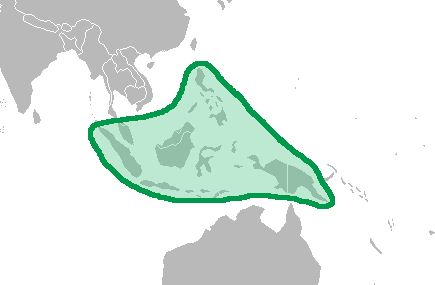
Khu vực Malesia

Malesia là một khu vực sinh địa lý học nằm trong ranh giới giữa các khu vực sinh thái Indomalaya và Australasia. Malesia ban đầu được nhận dạng như là một tỉnh thực vật, bao gồm bán đảo Mã Lai, Indonesia, Philippines và New Guinea, dựa trên quần thực vật nhiệt đới được chia sẻ và có nguồn gốc chủ yếu từ châu Á, nhưng cũng chứa hàng loạt các yếu tố của quần thực vật Nam Cực, bao gồm nhiều loài trong các họ của ngành Thông phương nam như họ Kim giao (Podocarpaceae) và họ Bách tán (Araucariaceae). Tỉnh thực vật này chồng lấn lên 4 khu vực quần động vật thú khác biệt nhau.
Phần phía tây của Malesia, bao gồm bán đảo Mã Lai và các đảo thuộc Sumatra, Java, Bali và Borneo, chia sẻ quần động vật lớp thú dạng lớn của châu Á, và được gọi chung là Sundaland. Các đảo này nằm trên các thềm lục địa tương đối nông của châu Á, và được nối liền với châu Á trong các thời kỳ băng hà, khi mực nước biển rút xuống. Rìa phía đông của Sundaland là đường Wallace, đặt theo tên của Alfred Russel Wallace, một nhà tự nhiên học người Anh thế kỷ 19, người đã thông báo các khác biệt trong quần động vật giữa các đảo trên phía này hay phía kia của đường này.
Phần phía đông của Malesia, bao gồm New Guinea và quần đảo Aru ở miền đông Indonesia, được nối liền với Australia bằng một thềm lục địa nông, và chia sẻ nhiều dạng động vật có vú như thú có túi (cận lớp Marsupialia) và chim với Australia. New Guinea cũng có nhiều thành phần bổ sung của quần thực vật Nam Cực, bao gồm các loài sồi phương nam (chi Nothofagus) và bạch đàn (chi Eucalyptus).
Các đảo giữa Sundaland và New Guinea, được gọi chung là Wallacea, chưa bao giờ nối liền với các châu lục cận kề, và vì thế có quần thực vật cũng như quần động vật bao gồm các yếu tố của cả Indomalaya và Australasia. Các khu vực sinh thái của Philippines cũng chưa bao giờ nối liền với châu Á, và có quần thực vật chủ yếu có nguồn gốc châu Á, với một vài yếu tố của Australasia, và có quần động vật lớp thú khác biệt.